# Vilmos albán fejedelem
Vilmos fejedelem, eredetileg Wilhelm Friedrich Heinrich zu Wied herceg (Neuwied, Németország, 1876. március 26. – Predeál, Románia, 1945. április 17/18.) német katonatiszt, 1914-ben hat hónapon keresztül az Albán Fejedelemség uralkodója.
A nagyhatalmi akarattal 1913. július 29-én ratifikált albán statútummal megszületett az önálló és semleges Albán Fejedelemség, amelynek trónjára ugyancsak a nagyhatalmak a német hadseregben lovassági tiszti karriert befutó Wilhelm zu Wied herceget jelölték ki. Az albán nemzet küldöttsége 1914. február 21-én Neuwiedban ajánlotta fel a koronát Vilmos részére, aki ezzel de jure az Albán Fejedelemség uralkodója lett. Ténylegesen csak 1914. március 7-én érkezett meg az ország új fővárosába, Durrësba, és kezdte meg hat hónapig tartó dicstelen uralkodását. A történeti áttekintések egyetértenek abban, hogy a balkáni politikában járatlan, határozatlan és gyengekezű Vilmos alkalmatlan volt a számára kitűzött feladatra. Albánia gazdasági és infrastrukturális elmaradottsága, a pénzügyi források hiánya mellett az elkövetkező időszak belpolitikai fejleményei és külső támadásai egyaránt jelképessé tették hatalmát. 
Vilmos a népszerűtlen és jobbára passzív Përmeti-kormány kezébe tette le a végrehajtó hatalmat, katonailag pedig elsősorban a Nemzetközi Csendőrség alakulataira támaszkodott. 1914. április 10-én ugyan hatályba lépett az Albán Fejedelemség alaptörvénye, de a területi integritását vesztett, kaotikus belpolitikai helyzettel küzdő országban tényleges közjogi érvényt nem lehetett neki szerezni. A Përmeti-kabinet meghatározó alakja, Esat Toptani saját hatalmi álmai megvalósításán munkálkodott, majd miután puccskísérletét leleplezték, őt magát pedig száműzték, 1914. május 21-én hívei körében kitört a közép-albániai felkelés. Az elkövetkező hónapokban a fejedelem egyre reménytelenebb helyzetbe került a főváros köré ostromgyűrűt vonó, gyarapodó számú lázadókkal szemben, emellett a Dél-Albániában terjeszkedő északepiróták katonai tevékenysége is egyre hevesebbé vált. Az Albán Fejedelemség ügye az első világháború kitörésével háttérbe szorult a nemzetközi politika színpadán, és a korábban az ország önállóságát garantáló nagyhatalmak kormányai sem siettek Vilmos segítségére. A fejedelem végül 1914. szeptember 3-án elmenekült az országból, szeptember 6-án pedig a Nemzetközi Ellenőrző Bizottság is feloszlott, ezzel az Albán Fejedelemség de facto megszűnt létezni. Maga Vilmos soha többé nem lépett albán földre, de formálisan nem mondott le a trónról, így de jure az Albán Köztársaság 1925. január 21-ei kikiáltásáig az ország uralkodója maradt. Harcolt az első világháborúban, majd leszerelése után először Waldenburgban, 1925-ben Romániában telepedett le. Ott halt meg 1945-ben, hatvankilenc éves korában.

## Uralkodói neve és címe
Az európai nagyhatalmak által 1913. július 29-én ratifikált francia nyelvű statútum (Statut de l’Albanie) első mondata így szólt: „L’Albanie est constituée en principauté autonome, souveraine et héréditaire […]”, amiből az állam helyi, albán megnevezése Principata e Shqipërisë vagy geg dialektusban Principata e Shqipnis’ lett. Az albánban a principata a 12–15. századi középkori albán fejedelemségekre használt kifejezés volt (principatat shqiptare). Vilmos e történelmi előképek iránti tiszteletből, egyben kései utódlásának legitimálásául – e középkori albán fejedelmek legnagyobbika, Szkander bég után – a Vilmos (II. Szkanderbég) fejedelem vagy albánul Princ Vilhelmi, Skënderbeu i Dytë uralkodói nevet vette fel. Ugyanakkor Vilmos közkeletű albán címe nem a princ, hanem a mbret (határozott alakjában mbreti) volt. A latin imperator gyökre visszavezethető szó főjelentése a szótárak szerint ’király’, ugyanakkor az albán nyelvben a szó használata lefedi az általánosabb ’uralkodó’ fogalmát is. Erre például szolgálhat a II. Bajazid oszmán szultán által a 15. században építtetett berati mecset, amelynek neve az uralkodó iránti hálát és tiszteletet kifejező Xhamia e Mbretit (’a király mecsetje, királyi mecset’) lett. Mindezeket figyelembe véve az uralkodó címzése (herceg, király vagy fejedelem) már a korabeli literátus emberek körében is zavart okozott. Ahogy Edith Durham írta 1914 márciusában: „Értésünkre jutott, hogy az albán mbret cím pontos angol megfelelője a prince (’fejedelem’) – no nem a nyelvészek, hanem a diplomaták szerint –, […] következésképpen fordításaként kerülendő a king (’király’) szó használata.”
A magyar nyelvű történeti munkákban döntően a fejedelem címmel illetik Vilmost, az ország államformájára pedig a fejedelemség szót alkalmazzák. Jóllehet, előfordul a herceg szó használata is, de szinte kizárólag születési címeként, Wied herceg formában. Az Albán Királyság / albán király vagy Albán Hercegség / albán herceg változatokra a felhasznált magyar nyelvű forrásokban nincs utalás.

## Életútja
Wilhelm Friedrich Heinrich zu Wied a Rajna-parti Neuwiedban született 1876. március 26-án, evangélikus nemesi család sarjaként, Wilhelm Adolph Maximilian zu Wied (1845–1907), Wied ötödik hercege és a holland Mária hercegnő (1841–1910) harmadik fiaként. Dinasztikus kapcsolatokkal is rendelkezett: apai részről nagynénje volt Erzsébet román királyné, távoli rokona pedig I. Vilmos német császár.
Középiskolai tanulmányait 1896-ban fejezte be Jénában, majd lovassági tiszti rangban megkezdte katonai karrierjét a porosz hadseregben. 1906. november 30-án a szászországi Waldenburgban feleségül vette Sophie von Schönburg-Waldenburg hercegnőt, akitől két gyermeke született: Marie Eleonore (1909–1956) és Karl Viktor (1913–1973). 1911 márciusában a 2. ulánusezred kapitányává nevezték ki, és a következő két évben Potsdamban teljesített szolgálatot. A potsdami tisztek egyik legnépszerűbbike volt, rátermett katonának ismerték, aki mellékesen irodalom- és művészetkedvelő ember hírében állt, és sportemberként is kitüntette magát.

### Uralkodása
Albánia 1912. november 28-án, a vlorai nemzetgyűlésen kiáltotta ki függetlenségét, amelyet az európai nagyhatalmak az 1913. május 30-ai londoni egyezménnyel ismertek el. A londoni nagyköveti konferencia 1913. július 29-én elfogadta Albánia statútumát, amely a függetlennek elismert állam belső szervezeti felépítéséről és szabályozásáról rendelkezett, és amellyel megszületett az Albán Fejedelemség. Az elkövetkező hónapokban a nagyhatalmak a megfelelő jelöltet keresték a fiatal monarchia trónjára, végül 1913 októberében Wilhelm zu Wied személyében állapodtak meg. Jóllehet, a német katonatiszt neve jóformán saját hazájában is ismeretlen volt, és kezdetben egyáltalán nem támogatták a jelöltségét, miután a politikában és a Balkán ügyeiben egyaránt járatlan volt. Maga Wied is gondolkodási időt kért, és miután az általa támasztott politikai és pénzügyi feltételek teljesültek, 1914. február 6-án elfogadta a jelölést.
1914. február 21-én Esat Toptani vezetésével az albán nemzet tizenhét tagú delegációja érkezett Neuwiedba, hogy felajánlják Wied herceg – vagy uralkodói nevén Vilmos fejedelem – számára az albán koronát. Ezzel az ünnepélyes aktussal Vilmos de jure Albánia uralkodója lett, de ténylegesen csak 1914. március 7-én érkezett meg az SMS Taurus hajóval az ország új fővárosába, Durrësba. Miután a közügyek irányítását átvette a Nemzetközi Ellenőrző Bizottságtól, március 15-én Turhan Përmetit bízta meg kormányalakítással. A március 18-án felesküdött Përmeti-kabinet összetétele, különösen a gátlástalan intrikus hírében álló Esat Toptani bel- és hadügyminiszteri kinevezése felháborodást váltott ki a haladó albánság köreiben. Emellett az Albánia ügyeiben javarészt járatlan miniszterek sem voltak képesek hatékonyan segíteni az egyébként is tájékozatlan fejedelem munkáját. Egyedül Toptani aktivizálta magát, hogy előkészítse hatalomra kerülésének politikai és katonai útját; a passzív kormánytagoktól és a jobbára durrësi palotájába zárkózó, időnként ki-kilovagoló fejedelemtől bátran tehette.

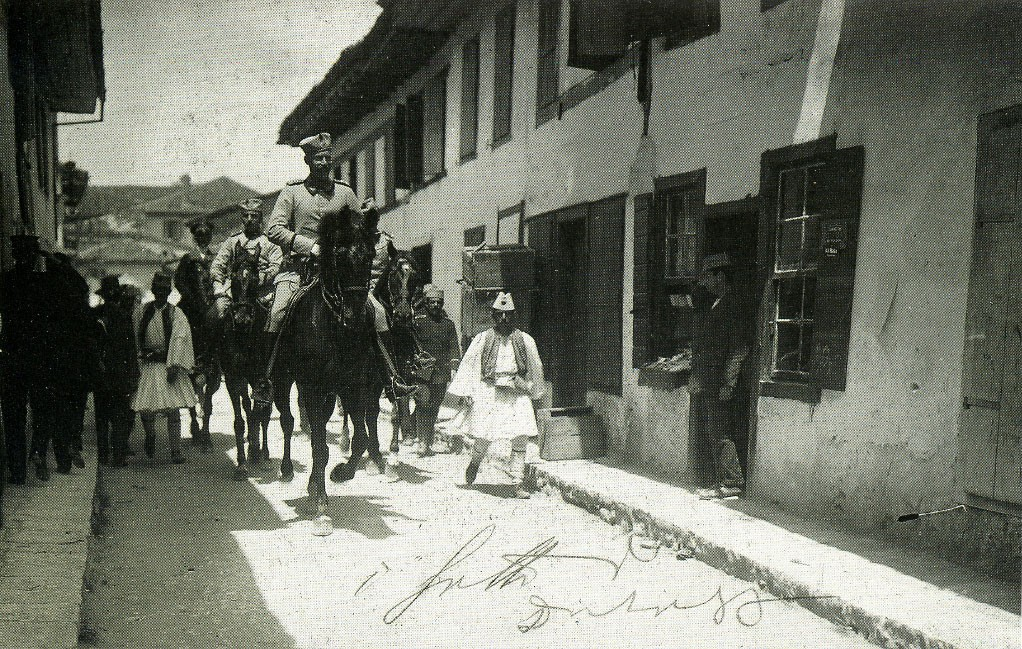
Vilmos fejedelem Durrësban, 1914 májusában

Toptani május közepére felfegyverezte közép-albániai birtokainak lakosságát azzal a céllal, hogy magához ragadja a hatalmat. Puccskísérletét azonban leleplezték, 1914. május 18-án Vilmos menesztette a kormányból, május 19-én pedig letartóztatták és Olaszországba száműzték. A belpolitikai helyzet azonban nem oldódott meg, éppen ellenkezőleg, május 21-én a száműzött pasa kavajai hívei körében zavargások törtek ki, ami napokon belül Shijak és Tirana körzetére is kiterjedő, közép-albániai felkeléssé fokozódott. A lázadók ostromgyűrűt vontak a főváros köré, és több ízben betörtek Durrësba. Az egyik ilyen alkalommal Vilmos fejedelem a partoknál horgonyzó olasz jacht fedélzetére menekült, ami súlyos arcvesztéssel járt számára. A Haxhi Qamili vezette felkelők elsősorban iszlamista és oszmanista követeléseket fogalmaztak meg (iszlám uralkodó kinevezése, a török államnyelv bevezetése, az oszmán fennhatóság restaurálása stb.), de a fejedelemmel és kormányával szembeni elégedetlenségük is egyre határozottabb hangsúlyt kapott. Június folyamán a fejedelem elkönyvelhetett némi katonai sikert. Alapvetően a holland tisztek irányította Nemzetközi Csendőrség katonai erejére támaszkodott, de emellett több északalbán (geg) nemzetségfő is csatlakozott a főváros védelméhez (pl. Prenk Bibë Doda, Ahmet Zogolli), és június 15–16-án közös erővel érzékeny veszteségeket okoztak a felkelők soraiban. Ez azonban kérészéletű diadalnak bizonyult: a gyarapodó számú felkelőkkel szemben a kormánycsapatok tisztjei nem találták meg a hatékony katonai stratégiát, júliusra ráadásul csapataikat feloszlatva Doda és Zogolli is visszahúzódtak birtokaikra. A lázadók elfoglalták Elbasant, Fiert és Beratot, Vilmos hatalma visszaszorult Durrës és Vlora körzeteire.
Emellett a fejedelemnek szembe kellett néznie a dél-albániai helyzettel is. Gjirokastra központtal 1914 tavasza óta az elszakadáspárti Észak-epiruszi Autonóm Köztársaság gerillái – a görög csapatok támogatásával – egyre nagyobb területre terjesztették ki ellenőrzésüket. A helyi muszlim lakosság elleni atrocitások következtében mintegy 300 ezer albán menekült árasztotta el az ország északabbra fekvő területeit. A fejedelem kísérletet tett ugyan a konfliktus tárgyalásos rendezésére, és 1914. május 17-én megkötötték az albán–északepiróta korfui egyezményt, annak azonban semmiféle eredménye nem lett, a Dél-Albánia elszakadásáért vívott fegyveres harc továbbra is folytatódott. Június közepétől ráadásul az északepiróták és a közép-albániai felkelők több helyütt csapataikat egyesítve harcoltak az albán kormány ellen.
Vilmos fejedelem és kormánya, az Albán Fejedelemség ügye gyakorlatilag elbukott. Bár 1914. április 10-én életbe lépett a fejedelemség alaptörvénye, annak ilyen körülmények között hatályt szerezni nem lehetett, még a nemzetgyűlés összehívására sem került sor. 1914 augusztusára az első világháború kitörése elvonta a nagyhatalmak figyelmét a balkáni végekről, Olaszország és az Osztrák–Magyar Monarchia Vilmost segélyező pénzügyi forrásai elapadtak, az államkincstár kiürült, a Nemzetközi Csendőrség feloszlott. Mindennek tetejébe a szerb csapatok ismét betörtek észak-albániai területekre, a kormányellenes felkelők pedig elfoglalták a még kormánykézen lévő Vlora városát is. A fővárost tovább tartani nem lehetett. Vilmos 1914. szeptember 3-án az olasz Misurata jacht fedélzetén Zsófia fejedelemé, Turhan Përmeti miniszterelnök és a kormány néhány tagja társaságában reggel hét órakor elmenekült Albániából. A végrehajtó hatalmat átadta a Nemzetközi Ellenőrző Bizottságnak, de három nappal később a nagyhatalmak küldötteiből álló testület is működésképtelenné vált, így 1914. szeptember 6-án feloszlatták önmagukat.
Ezzel az Albán Fejedelemség de facto megszűnt létezni, és bár Vilmos sem akkor, sem később nem mondott le a trónról, soha többé nem lépett albán földre. A történelmi áttekintések egyetértenek abban, hogy Vilmos uralkodóként megbukott, képtelen volt hatalmát a belső országrészekre is kiterjeszteni és konszolidálni, kormánya hathatós politikai támogatás és pénzügyi segítség nélkül folyamatos ostromállapotban volt. Tapasztalatlansága és személyes jellemvonásai eleve alkalmatlanná tették őt az anarchikus bel- és külpolitikai helyzet megoldására, egyúttal megkönnyítették az ellene szervezkedő, tapasztaltabb és ambiciózusabb riválisai, különösen Esat Toptani dolgát.

### 1914 után

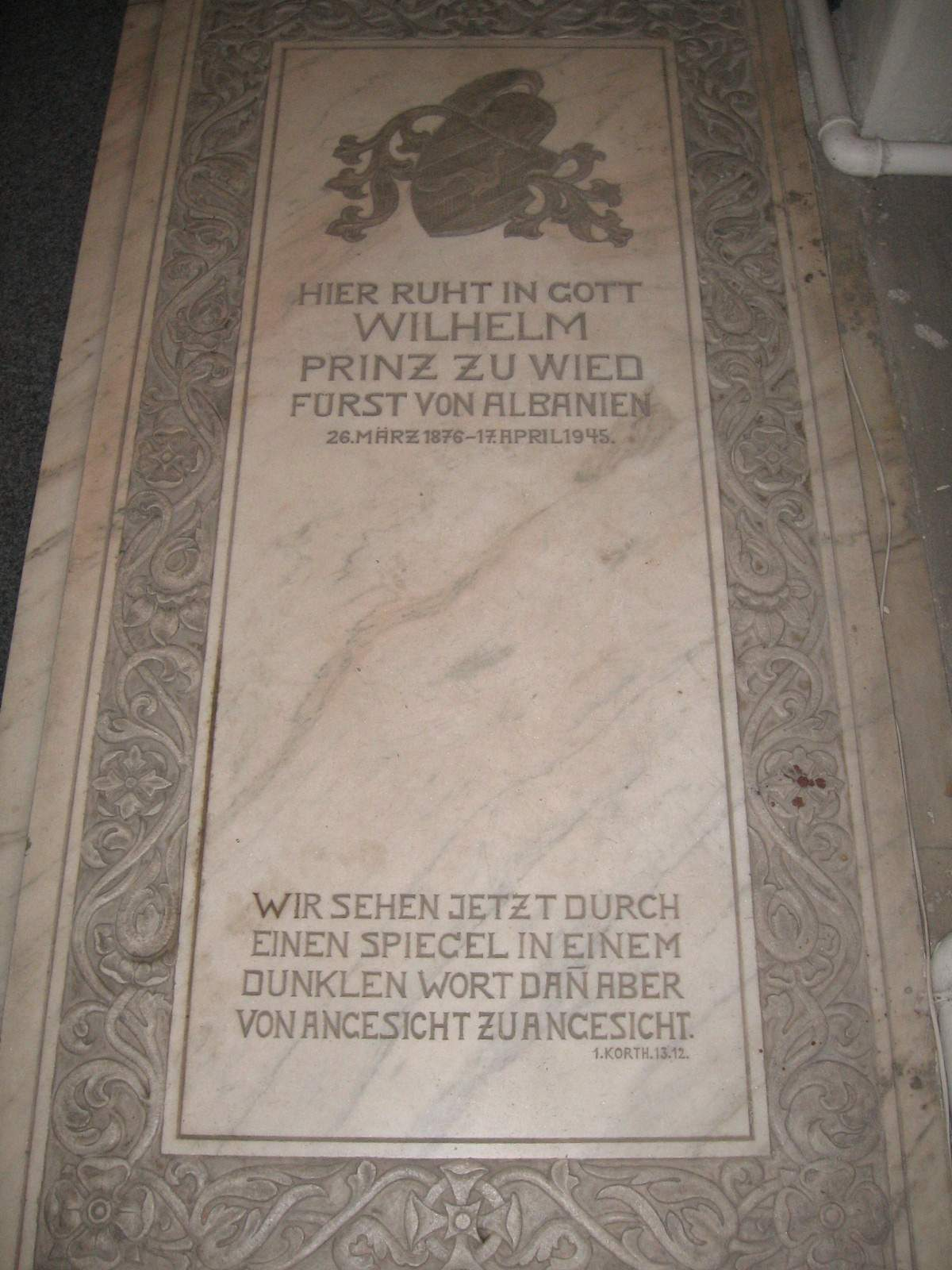
Vilmos fejedelem sírköve a bukaresti evangélikus templomban

Albániából való hazatérése után szolgálattételre jelentkezett a német hadseregben, és előbb Flandriában, majd a keleti fronton szolgált. Érdekességként megemlítendő, hogy szolgálati lapján a Kruja grófja (Graf von Kruja) megnevezés szerepelt, és albán tisztként egy Lengyelországban állomásozó hadosztály vezérkarához vezényelték. 1915. október 14-én áthelyezték a bolgár I. Ferdinánd hadseregének állományába, ami táptalajt szolgáltatott azoknak a spekulációknak, hogy Vilmos a trónja visszafoglalására készül. Ezt látszott alátámasztani – és Vilmos illúzióit oktalanul táplálni – a német kormány 1915. november 28-ai közleménye is, amely szerint a központi hatalmak elszántak az Albán Fejedelemség restaurálására, és készek visszahelyezni Vilmos fejedelmet a trónjára. Maga Vilmos is kijelentette az 1915-ös év folyamán, hogy kész újra elfoglalni a trónját, amennyiben ez az albánság egyöntetű akarata. Bár albániai híve, Ahmet Zogolli 1916 elején kísérletet tett a nemzetgyűlés összehívására és Vilmos visszatérésének előkészítésére, végül az Észak-Albániát megszállt Osztrák–Magyar Monarchia hatóságai csírájában fojtották el a kezdeményezést. Vilmos 1917-ben Denkschrift über Albanien (’Emlékirat Albániáról’) címen megírta 82 oldalas visszaemlékezéseit, amelyekben hat hónapos uralkodásának eseményeiről számolt be. (A fejedelem brit magántitkára, Duncan Heaton-Armstrong először 2005-ben publikált kéziratos naplója további elsődleges forrásul szolgál Vilmos hat hónapos uralkodásának eseményeihez.)
Az első világháború lezárultát és Vilmos 1918. áprilisi leszerelését követően családjával előbb Waldenburgban éltek, majd 1925-ben felesége romániai, hidegkúti birtokára költöztek. Az első világháborút lezáró Párizs környéki béketárgyalások küldötteinek intézett levelében Vilmos jelezte, hogy mint a törvényes albán kormányzat feje, kész újra elfoglalni trónját, de a tárgyaló felek figyelmen kívül hagyták levelét. A lushnjai kongresszus 1920. január 30-ai döntése visszaállította az alkotmányos monarchiát Albániában, de Vilmos visszahívása helyett megalapították a fejedelem távollétében az államfői feladatokat ellátó, négy főből álló, régenstanácsként működő Legfelsőbb Tanácsot. Uralkodásának de jure az Albán Köztársaság 1925. január 21-ei kikiáltása vetett véget, ennek ellenére Vilmos még 1931-ben is azt nyilatkozta a Pesti Naplónak, hogy albániai hívei és nemzetközi lobbistái továbbra is dolgoznak visszatérése előkészítésén.
Felesége 1936. február 3-án Hidegkúton, Vilmos 1945. április 18-án Predeálban hunyt el. Földi maradványait a bukaresti evangélikus templomban helyezték örök nyugalomra. Fia, az akkor 31 éves Károly Viktor herceg – akit az albánok 1914-ben mindközönségesen „a kis Szkander bégnek” címeztek –, bár apja halálával ő lett a Wied-ház feje, soha nem tartott igényt a trónra. Vilmos öccsét, Viktor zu Wiedet 1922-ben budapesti német követté nevezték ki.

## Külső hivatkozások
- Niederhauser Emil: Balkáni határváltozások[halott link]
- Wilhelm Fürst von Albanien, Prinz zu Wied